# Camisia umbratilis
Camisia umbratilis är en kvalsterart som först beskrevs av Hull 1915.  Camisia umbratilis ingår i släktet Camisia och familjen Camisiidae. Inga underarter finns listade.